# Henrietta Howard
Henrietta Howard, Condessa de Suffolk (1689 – 26 de Julho de 1767) foi uma amante do rei Jorge II da Grã-Bretanha.

## Biografia
Henrietta era filha de Sir Henry Hobart, 4.º Baronete, um proprietário rural assassinado durante um duelo quando a sua filha tinha apenas oito anos de idade. A sua mãe, Elizabeth Maynard, morreu alguns anos depois.
Tendo ficado à tutela do conde de Suffolk, Henrietta casou-se com o seu filho mais novo, Charles Howard, em 1706, na esperança de dar uma vida melhor aos seus irmãos. O casal teve um filho, Henry Howard, 10.º Conde de Suffolk. O casamento foi infeliz. Carlos abusava fisicamente da sua esposa e era viciado no jogo.
Em 1714, o casal mudou-se para Hanôver, na esperança de cair nas boas graças do futuro rei Jorge I da Grã-Bretanha. Henrietta conheceu e tornou-se amante do futuro rei Jorge II e foi nomeada Camareira da sua esposa, a princesa Carolina de Ansbach. Em 1723, o príncipe fez um acordo financeiro com o marido de Henrietta em troca dos seus serviços como amante real.
Henrietta e o marido separaram-se oficialmente e, após a morte de Charles Howard em 1733, voltou a casar-se em 1735 como o Honorável George Berkeley, filho do conde de Berkeley.
Após deixar a sua posição de amante de Jorge II, Henrietta comprou terra nas margens do rio Tâmisa uma vez que recebeu uma grande compensação financeira da parte do seu antigo amante. A Marble House em  Twickenham foi construída para ela pelo arquitecto Roger Morris, que colaborou com o conde de Pembroke para realizar o projecto. Quando o seu segundo marido morreu, em 1746, Henrietta passou a viver lá permanentemente. Entre os seus muitos amigos contavam-se Charles Mordaunt, 3.º Conde de Petersborough, e o escritor Alexander Pope que falou dela num dos seus poemas intitulado "On a Certain Lady at Court" (Sobre uma Certa Senhora na Corte):
I knew a thing that’s most uncommon
(Envy be silent and attend!)
I knew a reasonable woman,
Handsome and witty, yet a friend.
Henrietta também trocava correspondência com Horace Walpole (que se tornou seu vizinho nos seus últimos anos de vida) e Jonathan Swift.